# Episodi di Entourage (terza stagione)
La prima parte della terza stagione di Entourage è stata trasmessa negli Stati Uniti d'America dall'11 giugno al 27 agosto 2006. La seconda parte è andata in onda dall'8 aprile al 3 giugno 2007 su HBO.
In Italia la stagione è stata trasmessa su Jimmy dal 14 novembre 2007 al 26 marzo 2008.
| nº | Titolo originale       | Titolo italiano | Prima TV USA   | Prima TV Italia  |
| -- | ---------------------- | --------------- | -------------- | ---------------- |
| 1  | Aquamom                |                 | 11 giugno 2006 | 14 novembre 2007 |
| 2  | One Day in the Valley  |                 | 18 giugno 2006 | 21 novembre 2007 |
| 3  | Dominated              |                 | 25 giugno 2006 | 28 novembre 2007 |
| 4  | Guys and Doll          |                 | 2 luglio 2006  | 5 dicembre 2007  |
| 5  | Crash and Burn         |                 | 9 luglio 2006  | 12 dicembre 2007 |
| 6  | Three's Company        |                 | 16 luglio 2006 | 19 dicembre 2007 |
| 7  | Strange Days           |                 | 23 luglio 2006 | 26 dicembre 2007 |
| 8  | The Release            |                 | 30 luglio 2006 | 2 gennaio 2008   |
| 9  | Vegas Baby, Vegas!     |                 | 6 agosto 2006  | 9 gennaio 2008   |
| 10 | I Wanna Be Sedated     |                 | 13 agosto 2006 | 16 gennaio 2008  |
| 11 | What About Bob?        |                 | 20 agosto 2006 | 23 gennaio 2008  |
| 12 | Sorry, Ari             |                 | 27 agosto 2006 | 30 gennaio 2008  |
| 13 | Less Than 30           |                 | 8 aprile 2007  | 6 febbraio 2008  |
| 14 | Dog Day Afternoon      |                 | 15 aprile 2007 | 13 febbraio 2008 |
| 15 | Manic Monday           |                 | 22 aprile 2007 | 20 febbraio 2008 |
| 16 | Gotcha!                |                 | 29 aprile 2007 | 27 febbraio 2008 |
| 17 | The Return of the King |                 | 6 maggio 2007  | 5 marzo 2008     |
| 18 | The Resurrection       |                 | 13 maggio 2007 | 12 marzo 2008    |
| 19 | The Prince's Bride     |                 | 20 maggio 2007 | 19 marzo 2008    |
| 20 | Adios, Amigos          |                 | 3 giugno 2007  | 26 marzo 2008    |